# Tsounkranaglenea hefferni
Tsounkranaglenea hefferni – gatunek chrząszcza z rodziny kózkowatych i podrodziny zgrzypikowych. Jedyny przedstawiciel rodzaju Tsounkranaglenea.

## Zasięg występowania
Gatunek ten występuje na Borneo.